# Sollana
Sollana és un municipi del País Valencià pertanyent a la comarca de la Ribera Baixa, enclavat dins del Parc Natural de l'Albufera.

## Geografia
El terme municipal de Sollana està enquadrat dins de la planícia que s'estén des dels contraforts de les llomes d'Espioca, l'Almaguer i Alginet fins al llac de l'Albufera: la geologia i la geografia coincidixen en afirmar que, en temps remots, gran part de la mateixa estaria coberta per les aigües del mar Mediterrani; segons el catedràtic Eduard Boscà i Casanovas, el sac del golf de València arribava alguns kilòmetres terra endins de l'actual vora de la mar, on desembocaria directament el Xúquer, el seu actual afluent el Magre i els barrancs, entre ells el de Catarroja, que ara ho fa directament a l'Albufera, i atribuïa la formació d'este llac a la desembocadura del Xúquer.
Refermant la mateixa teoria, Nicolau Primitiu afirmava que esta immensa planícia es formà en anar omplint-se l'Albufera i les seues maresmes amb els desgasts de les muntanyes i les altes planures per l'arrossegament del riu al llarg del temps, reduint-se cada vegada més l'extensió ocupada per les aigües, ja que almenys algun braç del Xúquer discorria pel terme i, una vegada desviat tot el curs del riu cap a Cullera, el solar de Sollana es completà amb els sediments dels dos barrancs que l'empresonen: el barranc del Tramusser i el dels Algadins.
Hi ha la hipòtesi que per la part septentrional del terme s'introduïa la Via Augusta procedent dels Pirineus cap a València, que ací travessava el Xúquer i es desdoblava en dos vies més: una principal que arribava a la Bètica per Saetabis, i una altra secundària que arribava per la costa a Dianium.

## Història

### Primers assentaments
Pla Ballester situa els primers assentaments en aquest terme en l'Edat del Bronze, època en la qual, suposadament, van ocupar els punts més alts que emergien d'aquesta zona, i que van desaparéixer en la seua major part quan els van rebaixar per a utilitzar-los com a terra de cultiu. Amb això es van arrasar les restes que van quedar dels poblats primitius.
Aquesta teoria és suportada pel fet que es van trobar algunes destrals de pedra polida, de les quals hi ha una d'elles en el Museu de Prehistòria de la Diputació de València i les altres set, una de les quals es va trobar en la partida del Romaní, són propietat de particulars.
A més, Nicolau Primitiu diu haver tingut notícies de l'aparició d'una sepultura megalítica a l'alturó de Miquel, que es troba en la Partida de les Bases del terme de Sollana, i d'una altra en la partida del Barranquet, entre el Riuet i el Canalet i un camí nou, on van aparéixer restes humanes i unes àmfores.

### Època romana

#### Via Mil·lària
Durant l'època romana, es van realitzar importants millores en la xarxa de comunicacions aprofitant les calçades existents. La Via Augusta, també coneguda com Hèracles en el seu tram inicial des dels Pirineus pel Coll de Pertús, s'estenia cap al sud seguint la costa mediterrània fins a València i més enllà. Segons Menéndez Pidal, aquesta via travessava diversos rius i es ramificava en dues direccions en l'àrea del Xúquer: una ruta principal cap a Xàtiva i la Bètica, i una ruta secundària cap a la costa fins a Dénia. S'estima que la distància entre la capital i el Xúquer era d'unes 20 milles. L'historiador Burguera esmenta l'existència d'un camí paral·lel a la carretera de Sollana a València, cap a l'Albufera, conegut com Camí Vell de Russafa, que formava part de la Via Mil·liària Augusta.

#### Vil·la romana
S’han trobat restes d’una vil·la romana o mansió que s'alçava en la partida de la Travessa del Nord, a l’Albufera. Va pertànyer a Sulius, del qual li va prendre el nom derivat en Suilana, que després de la Reconquesta apareix com a Sollana. Descoberta per en Ramon Aparisi Marí, després va pertànyer a na Carmen Greus Prini. El primer a escriure sobre aquesta troballa va ser Martínez Aloy en 1914.
Van aparéixer restes d'edificacions, trossos de mosaics, fragments d'atuells i diversos tipus de monedes. Algunes de les monedes les conserva en Vicente García Castillo, qui va sol·licitar la seua classificació al catedràtic i numismàtic en Pío Beltrán. Les monedes trobades són: un semis d’Antonio pío, un as de Tiberi, un xicotet bronze de Tetricus, un semis de Dominicà, un semis de Calígula amb revers de Vesta asseguda, un mitjà de bronze de Salonina, dona de Galieno amb revers de concòrdia i un mitjà bronze d'Arcadio.

#### Júpiter de Sollana
És una xicoteta estàtua de bronze que representa el déu romà Júpiter, fou trobat enfonsat en un camp d'horta. Va ser trobada per Bautista Durán Sivera mentres treballava als camps d’Eduardo Ferrandis Mompó, al voltant dels anys vint. Segons Jesús Pla Ballester, ”l'estatueta degué arribar al lloc pels arrossegaments de l'aigua de l'Albufera”.
Es tracta d'una xicoteta representació de Júpiter, de bronze ple, de poca qualitat artística i amb els detalls fets amb cisell i burí. El déu està representat dempeus, descansant sobre la cama dreta i amb l'esquerra lleugerament cap arrere, té barba i cabellera arrissada i una corona de fulles d’olivera. Al costat del peu dret té una tosca representació d'una àguila, aparentment amb les ales recollides. La figura va nua, excepte el coll i el muscle esquerre, que estan coberts per un mantell. Les representacions de les escultures de Júpiter es poden agrupar en dues grans sèries: les sedents i les dempeus. A aquest segon grup pertany el xicotet Júpiter de Sollana.
L'estatueta la guarda hui en Francisco Ferrandis Ibor, fill d’en Eduardo. Fa uns anys, l'Ajuntament de Sollana va reproduir l'estàtua a major escala i la va posar en un lloc públic de Sollana.

### Època visigoda
El 12 de febrer de 1952, quan es rebaixava un camp situat al costat de la carretera entre Sollana i El Romaní es va trobar un enterrament de l’època visigoda. Es tractava d’una cambra sepulcral visigoda excavada en la mànega d’un antic monticle. Fou descoberta en enfonsar-se el sostre i fer-se un forat que va anar engrandint-se. Una gruixuda llosa tancava l'entrada, a la qual s’arribava per una rampa. L’interior estava ocupat per una fosa regular. Junt a l’entrada, hi havien dos xicotets rastrells en forma de banqueta, i l’altre costat, un nínxol. El sostre era hemisfèric, es podien veure en ell les petjades del pic que el va excavar.
En el moment de ser descoberta va ser inspeccionada pel fill del propietari del camp, el jove Justo Sant Ignasi, qui va extraure tres anells i una àmfora de ceràmica, i tot això ho va entregar a les autoritats, deixant "in situ" els quatre cadàvers que trobà, a un dels quals pertanyien els anells i l’àmfora citats.
L'aixovar es compon d’una botella de 26 cm d’alçada, de cos ovoide amb un coll allargat. És d’origen romà, s’han trobat d’aquest tipus en jaciments del segle III en avant. Va ser trobat al costat d'un dels esquelets.
Es van trobar també tres anells, un trencat i en mal estat de conservació, un altre en plata, amb dos xicotets forats, un tercer de bronze decorat amb una creu gravada. L'últim és el més important ja que va ajudar a datar la sepultura.
La cambra sepulcral de Sollana, classificada pel seu excavador com d'època arcaica, encara que ha de considerar-se, pels elements components del seu aixovar, de final del segle VI o principis de VII, o siga, època visigoda.
L’àmfora i els tres anells es conserven hui en el Museu de Prehistòria de la Diputació Provincial de València.

### Època àrab
El general berber que va iniciar la conquesta d'Hispània, Tarik, que havia obtingut una gran victòria a Gibraltar, va iniciar amb els seus exèrcits l’ocupació de la Península. Tarik va arribar fins als Pirineus, però després va haver de retrocedir baixant pel litoral mediterrani i ocupant València. L’any 718, va començar la dominació àrab en les terres valencianes que no acabà fins al segle Xlll, en ser conquerides per les cristianes.
L’Islam, en matèria religiosa, fou tolerant amb les cristianes, anomenades mossàrabs. En aquesta època s'introdueixen nous cultius com l'arròs, la canya de sucre, les moreres i la cria dels cucs de seda.
Els àrabs, en llocs estratègics, construïren una xarxa de torres i castells. Les torres tenien com a objectiu avisar de la presència  d’enemics i donar qualsevol alarma mitjançant fogueres durant la nit i fumaroles durant el dia. A partir d’aquestes construccions es formen al terme de Sollana les primeres poblacions musulmanes.
A El Romaní, al costat de la casa de Zurriega, es va construir una torre vigia anomenada Raal Alcayt i també construïren algunes alqueries que reberen el nom de Rafalcadí. A Sollana, a l’actual plaça major, fou construïda una torre-castell junt a la calçada que es dirigia cap al sud. La torre era de característiques similars a les existents a Silla, Almussafes i Benifaió. Allí residia l’alcalde per ordre del rei musulmà de València. Al seu voltant hi havia un hort que amb la reconquesta va rebre el nom de “l’Hort del castell”. Durant l'època feudal aquesta torre-castell i la nova edificació que es va construir davant de la torre, va ser la casa de la Senyoria, anomenant-se més tard “palau dels Ducs d’Híxar”. Sobre la porta principal hi havia un escut d’armes. Va ser tombada l’any 1909.
La torre de Trullàs s’alçà a la part oest de Sollana, limitava amb els termes de Benifaió, Alginet, Algemesí i Albalat de Pardines. Tenia una alçada de 55 peus i 24 peus d’ample amb una porta amb forma d’arc. Tenia una edificació annexa que bé podria ser un aquarterament o cavallerisses. D’aquesta última només queden cantos de pedra i carreus. A iniciativa del cronista municipal Juan Moleres Ibor es van plantar arbres i es construí un basament amb les pedres que en restaven.
Un quart poblat árab es va construir en el paratge conegut per “alteró de don Gabriel” anomenat Alqaysía. La tribu dels Qaysi va ser una de les que es van instal·lar a València després de l'ocupació islàmica i alguns dels seus membres formaven l'aristocràcia local. Aquest lloc era el més alt i pintoresc del terme. En ella van excavar els àrabs unes sitges.

### Conquesta cristiana
La conquesta cristiana és el període de la història de la Península Ibèrica d’aproximadament 780 anys entre la conquesta omeia d’Hispània el 711 i la caiguda del Regne nassarita de Granada en 1492 davant els regnes cristians en expansió: esta conquesta de Granada marca el final del període.
La conquesta de València per Jaume I va ser el conjunt de maniobres militars que van portar a l'annexió de la major part de l'actual territori del País Valencià a la Corona d’Aragó. En tan sols setze anys, entre 1229 i 1245, Jaume I d’Aragó va conquerir gran part del que ja des de 1238 es va constituir com a Regne de València.

#### Presa de Sollana
A València, la guarnició sarraïna es componía tan sols de 10 mil homes, els quals optaren per tancar-se dins de la ciutat i organitzar la resistència damunt de la muralla. L'exèrcit cristià va ser desplegat en cercle per Campanar, Benimaclet, el Grau, Russafa i Patraix fins a quedar sitiada València. Entrant a l'estiu no s'havia rendit encara Silla i el rei Jaume estava molest perquè ja ho havien fet totes les torres properes a la capital. Ordenà a Pedro Fernández de Azagara i a Ximén d'Urrea que la conqueriren, i amb les seues tropes de peu i a cavall van combatre durant huit dies fins que es rendiren i es van ocupar les torres, vil·les i alqueries dels voltants, entre elles Sollana de la qual s'apoderà Ximén d'Urrea perquè el rei li havia fet la seua donació al repartiment, segons es desprèn de les corresponents anotacions fetes a El Puig primer, i durant el setge de València després, quan a Eiximén d’Urrea, al 4 d’agost de 1237, se li va concedir l’alqueria de Sollana. D’aquesta manera, Sollana va passar a mans cristianes abans que ho fera València.
El 13 d’abril del 1248 Jaume I va donar Sollana a Ximén d’Urrea per heretat lliure i franca. Així doncs, Ximén d'Urrea fou primer senyor de Sollana, no sols per haver sigut el primer en el temps en rebre la donació, sinó pel fet d’haver-li correspongut l'alqueria i la torre més important de les tres que hi havia, així com per haver-se convertit Sollana en la capital del municipi.

#### Ximén d’Urrea
Ximén d’Urrea va ser un dels nou rics-homes d'Aragó. Els Urrea tenen com a escut d'armes el fons plata i tres bandes blaves obscures, afegint després, penjant de l'escut, un cap tallat de rei moro, per haver lluitat valentament cos a cos a la conquesta de València. El llinatge dels Urrea procedia per línea paterna d’Enric IV, emperador d’Alemanya, i l’emperadriu Inés. Va ser Urrea un valent cavaller d'armes i un polític amb bons dots de govern sempre al servici de Jaume I. Va formar part de l’expedició que, encapçalada pel rei, va conquistar l'illa de Mallorca. A l'estiu de 1238 s'apoderà de la torre de Silla i dels poble colindants, Sollana entre ells.
Una prova de la real estima cap a la seua persona és que el rei Jaume I el nomenara el seu mestre de sala. Conquistada València se li encomanà dur a terme el Repartiment, encàrrec al qual renunciaria. Un testimoni del reconeixement del rei, ens el dona el fet que, a més de l’alquería de Sollana, Jaume I va donar a Ximén d’Urrea altres béns i heretats que també figuraren en el Llibre del Repartiment: l'horta o real d’Abindel, l'Alqueria de Pardines, junt a Trullàs, les coses de Mohamat Alquiteni, i les cases d'Ali Abenagip.
Aquestes són, a grans trets, les dades biogràfiques de qui va ser el primer senyor de Sollana després de la conquesta cristiana.

#### L’Albufera
Abans de la conquesta de València, el rei Jaume I va tenir el privilegi de visitar l'Albufera, tant li va agradar, que en repartir les terres conquerides, es reservà per a ell sol el llac de l’Albufera.
El 21 de gener del 1252 es va promulgar el privilegi de Morella, que donava permís als habitants per pescar a l’Albufera entregant al senyor una quinta part d’allò que havien pescat. A arrel d’açò, molts habitants de Sollana es convertiren en pescadors.

#### Carta pobla
La carta pobla era un privilegi en què el sobirà o un senyor atorgaven una sèrie de privilegis a grups poblacionals, a fi d'obtenir la repoblació de certes zones despoblades o poc habitades però d'interès econòmic o estratègic durant la Conquesta.
Jaume I, va donar el 1277 el senyoriu de Sollana a un noble aragonés, Ximén d’Urrea, per la seua gran ajuda en la conquesta de València i de Mallorca. Aquest la va repoblar amb les famílies que es troben assenyalades en el document. Però segons els estudis històrics, sembla que aquestes repobladors no podien ser tots d’origen català o aragonés, tal com es podria sospitar pels seus noms i cognoms, sinó que provenien del nucli de musulmans conversos que decidiren batejar-se per tal de salvar les seues vides, seguir vivint al seu poble i conservar les seves propietats, tal com havia ordenat el rei. Aquestes adoptaren noms i cognoms d’aspecte cristià per evitar l’estigma, la segregació i la discriminació per part dels “cristians vells”.
Aquest és un fragment de la Carta Pobla de Sollana: “Sapien tots els que la present carta veren, com, nos, Eiximen d’Urrea, reflexivament i de manera conscient, mitjançant el present document públic valedor a perpetuïtat, per nos i nostres successors presents i futurs.[…] Donem, establim i concedim a vosaltres: Pere Roig, Joan Calvo, Ramon Soler, Pere de Girona, Bernat Sorga, Bernat Escrivà, Pere Ballester, Berenguer de Garrigosa, Bertomeu d’Ossalmd, Romeu Mestre, Ramon de Subirats, Pere Martinez, Pere d'Òdena, Berenguer Bonfill, Guillem Berenguer, Berenguer Bertomeu, Pere de Valls i Arnau Perello i a vosaltres succersors a pertuïtat, és a dir, a cadascun de vosaltres, per a millorar, treballar bé i cultivar, les cases franques i els horts, a raó d’una fanecada de terra franca pera hort , en nostra alqueria de Sollana; i a més, com a heretat, tres jovades de terra en el terme de la mateixa per a cadascun de vosaltres; de les quals jovades de terra, dos estan en cultiu i una és de terra erma i inculta, encara que és adecuada o en lloc adequat per a cultivar en la Marjal; segons dites cases, horts i tres jovades de terra hem fet soguejar, medir i lliurar a cadascú de vosaltres pels divisors, soguejadors i repartidors allí assignats i constituïts.[...]”
En 1609 el senyoriu de Sollana pertanyia al duc de Pastrana; el seu últim senyor territorial fou el comte d'Íxer. Va mantindre plets constants amb Sueca. L'any 1564 en va tindre un a propòsit de la compostura del camí que unix ambdós llocs, i el 1568 sobre l'aprofitament de les aigües per a la collita de l'arròs. Des de les Corts de 1342 es controla el seu cultiu.
Per orde reial, en 1753 es va restringir el conreu de l'arròs als llocs que en el moment es conreaven i es va prohibir a la resta. També es va donar orde al veguer d'Alzira i a l'alcalde de Sollana que controlaren l'amollonament, desguàs i neteja d'estes marjals (prop de 20.000 fanecades). En 1789 esta xifra es va duplicar per frau, ja que es va conrear en terres de secà i d'horta. En les Corts valencianes del 1626 l'església de Santa Maria Magdalena de Sollana demanà l'exempció de pagar dret d'amortització i segell de 800 lliures. Compta amb el convent de la Mare de Déu de la Mercé, que a mitjan segle xix estava abandonat i en estat ruïnós; en eixa època tenia un hospital per a pobres.
El 26 de gener de 1932, un grup revolucionari (aparentment, format per gent de fora de la localitat) va prendre per la força l'ajuntament, cremà l'arxiu municipal a la plaça del poble, i va proclamar la República Soviètica de Sollana. La Guàrdia Civil va desarmar els revolucionaris, i durant els fets almenys dues persones del poble (una, el retor) i un dels revolucionaris van ser ferits.
En 1510 tenia 57 famílies, que disminuïren sensiblement després de l'expulsió dels moriscs (44 el 1646). Des de mitjans del segle xviii el seu creixement demogràfic ha sigut constant: 582 habitants (sollaners) en 1787, segons el Cens de Floridablanca; 1.819 en 1900 i 4.467 en 1994 per a un terme de 37,3 km².
L'any 2002 celebrà el 725é aniversari de la seua carta pobla.

## Economia
L'economia de Sollana es basa fonamentalment en l'agricultura de regadiu, encara que la proximitat de la zona industrial que s'està desenvolupant una mica més al nord-oest (Alginet, Almussafes, Silla, etc.) i el traçat de l'Autopista del Mediterrani pel seu terme podrien fer canviar el panorama i que en els pròxims anys es convertira en un municipi industrial. A excepció de l'espai estrictament urbà, no existix cap terreny sense conrear, fonamentalment per arrossars, tarongerars i camps de dacsa. L'aigua per al reg procedix del riu Xúquer. La ramaderia compta amb caps de boví, oví, porcí i granges avícoles.
El sector industrial compta amb tallers per a la fabricació de mobles, joguets i gèneres de punt, a més dels grans magatzems d'exportació d'arròs i taronja.

## Monuments i llocs d'interès
- Església del Raval. Sobreïxen les dues torres de la seua església amb façana pròpia de neoclassicisme setcentista. L'església és l'únic que es conserva de l'antic convent dels mercedaris.
- Pou Pudent. Font pública al carrer López Ibor.
- Llavador Municipal. Al costat de la caserna de la Guàrdia Civil, en la travessia de la N-332. Obra de l'arquitecte Joan Segura de Lago.
- Mercat Municipal. Al costat de la plaça de l'ajuntament. Obra de l'arquitecte Joan Segura de Lago.
- Restes de la Torre de Trullás.

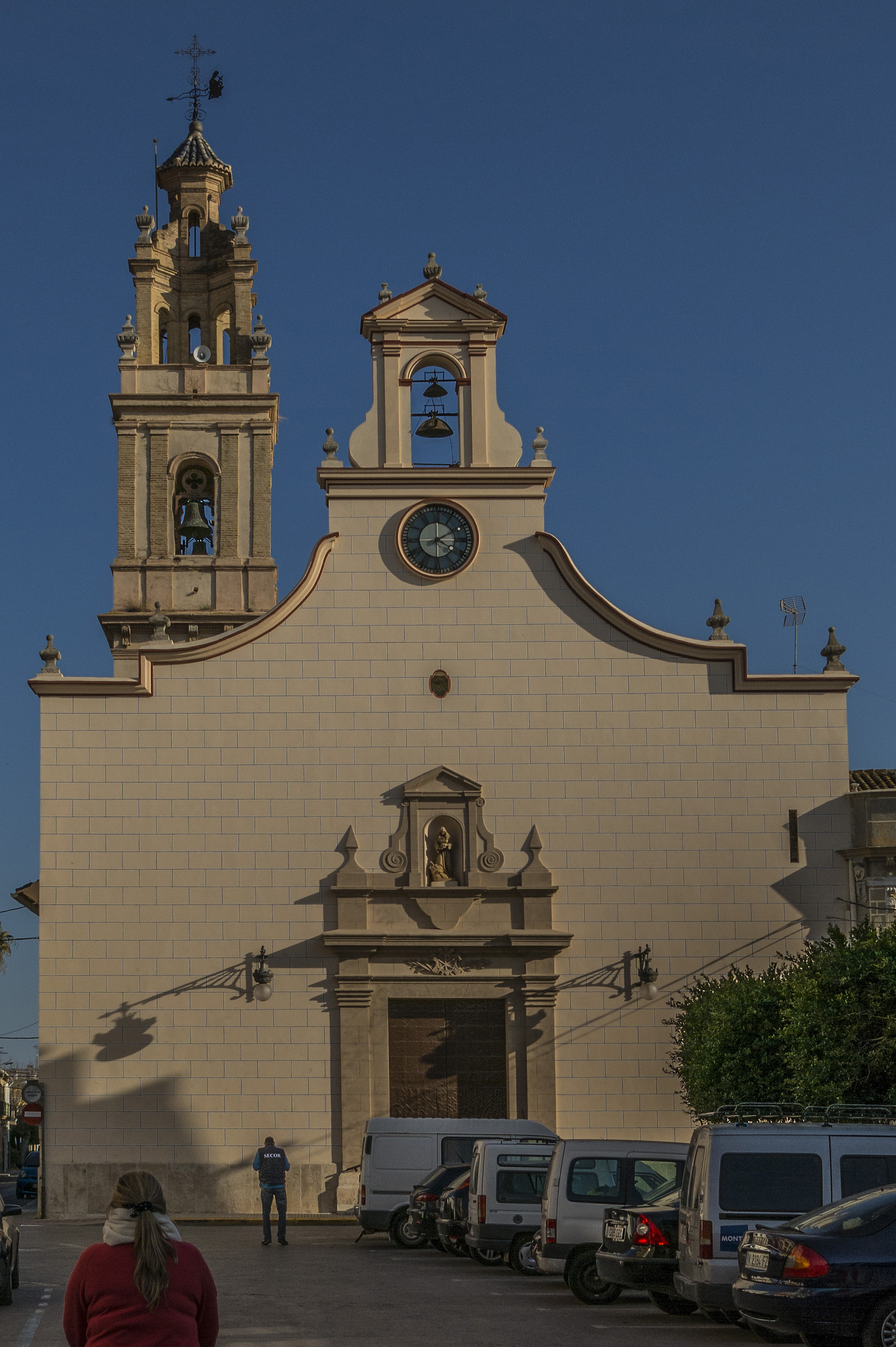
Santa Maria Magdalena.
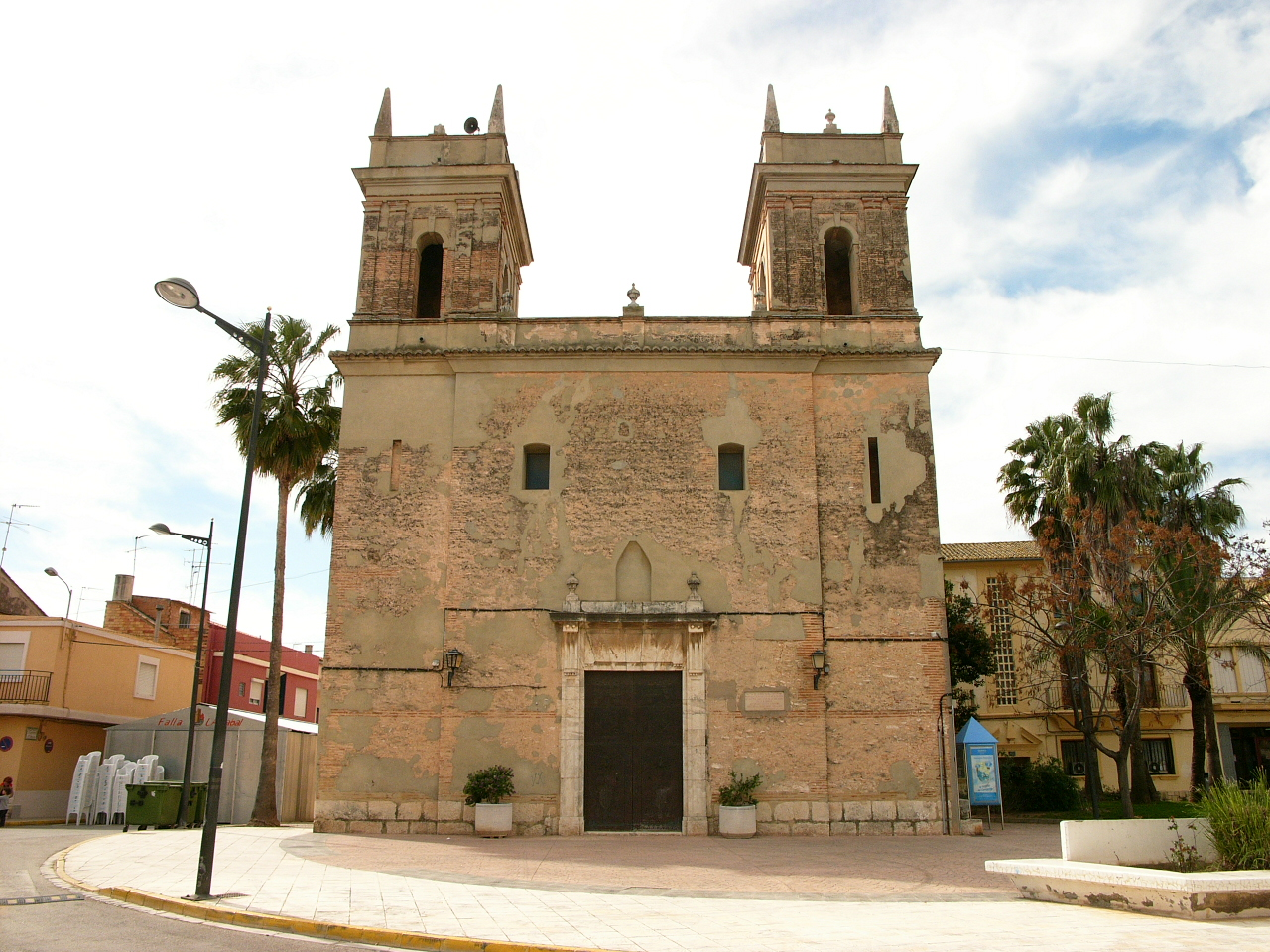
Església del Raval.
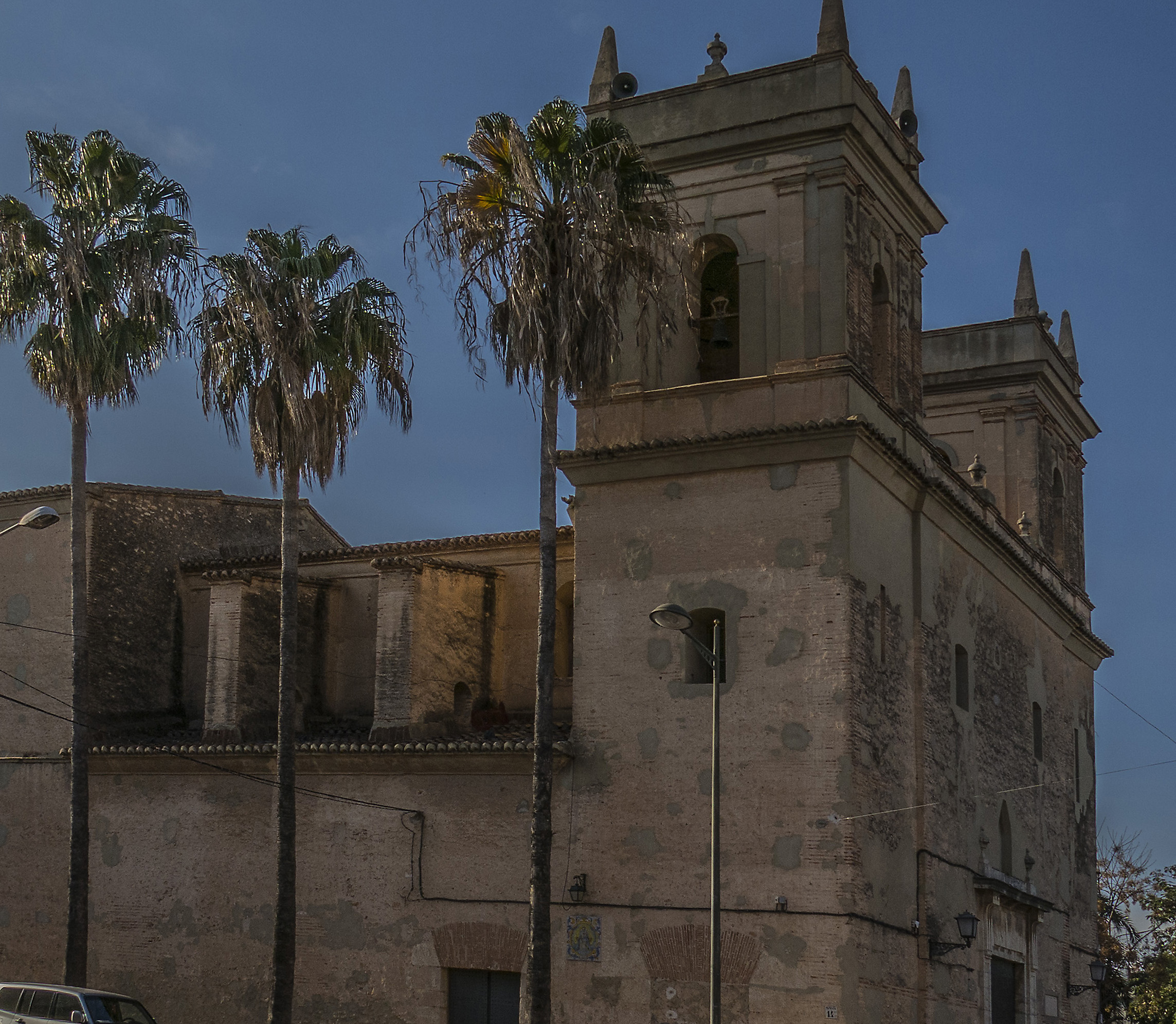
Església del Raval, Convent de la Immaculada Concepció.
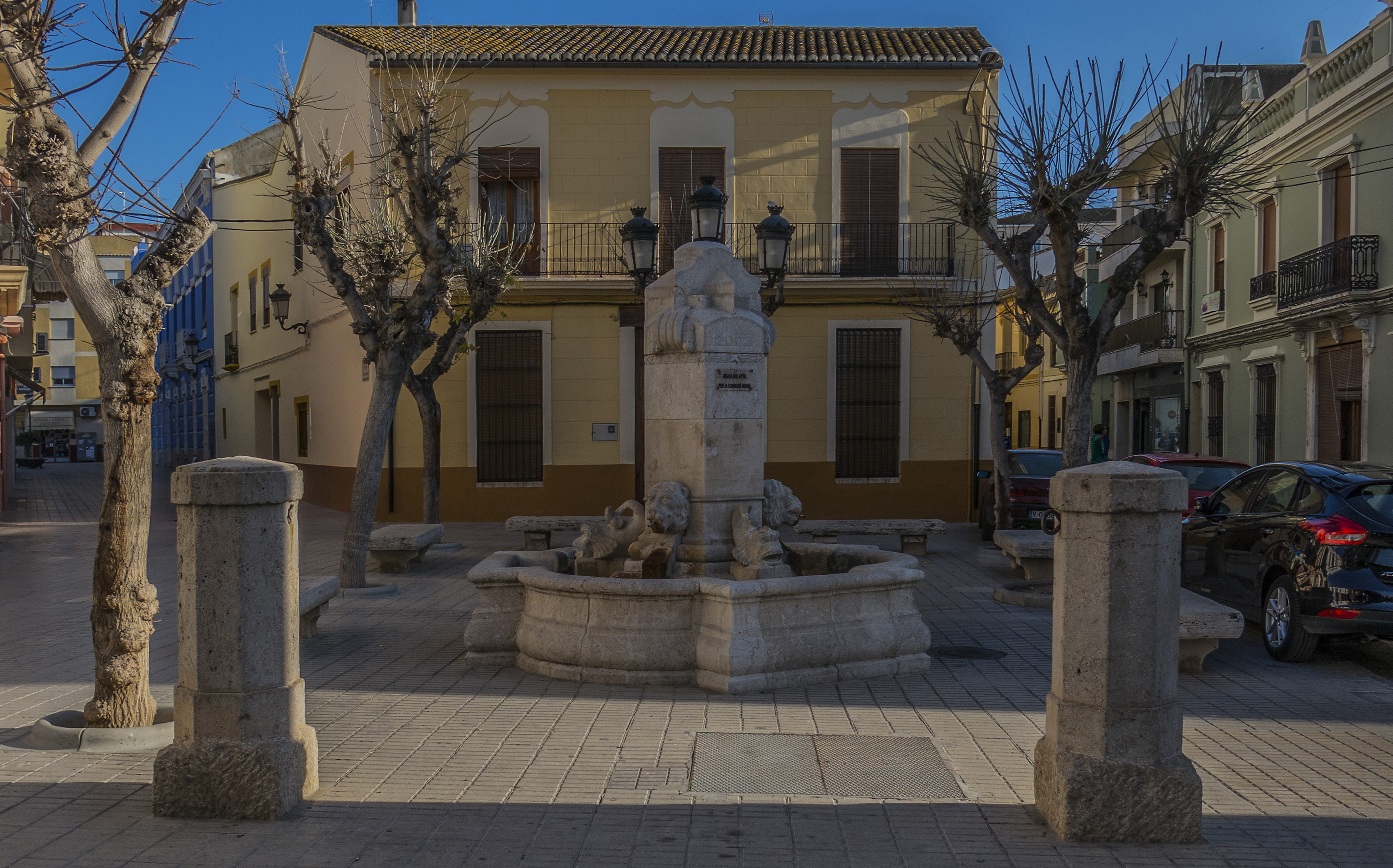
Font

- Santa Maria Magdalena.
- Església del Raval.
- Església del Raval, Convent de la Immaculada Concepció.
- Font

### El Portet de Sollana
Es tracta d'un xicotet port situat a 400 metres del llac litoral de l'Albufera i a quatre quilòmetres de distància del nucli de Sollana. Està envoltat de séquies, al costat del Tancat de Mília, una reserva natural, un filtre verd de les aigües que arriben a la llacuna del Parc Natural de l'Albufera. Des del seu embarcador es pot arribar en barca a l'Albufera i també als ports de Silla, Catarroja, El Palmar i El Saler.

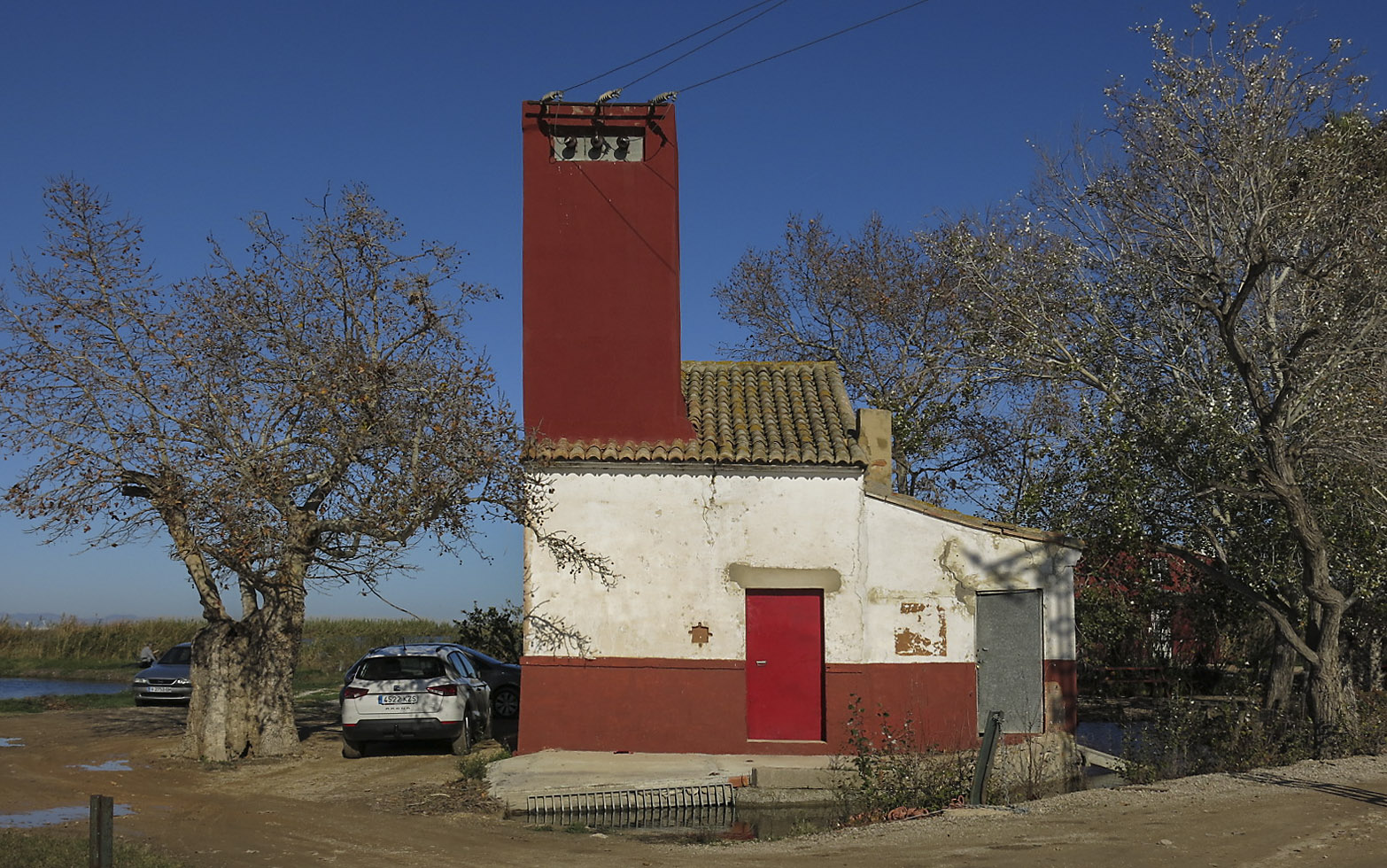
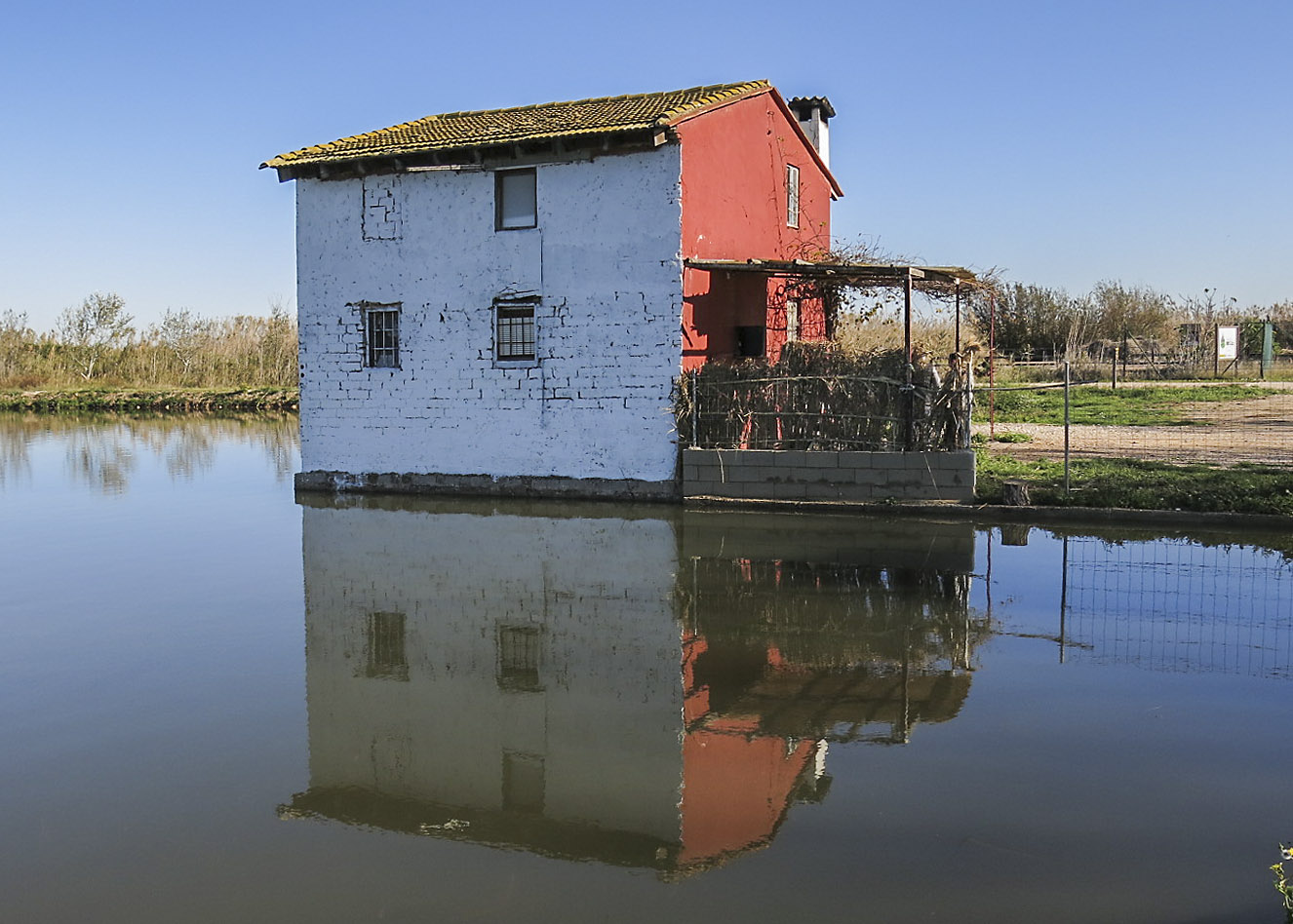
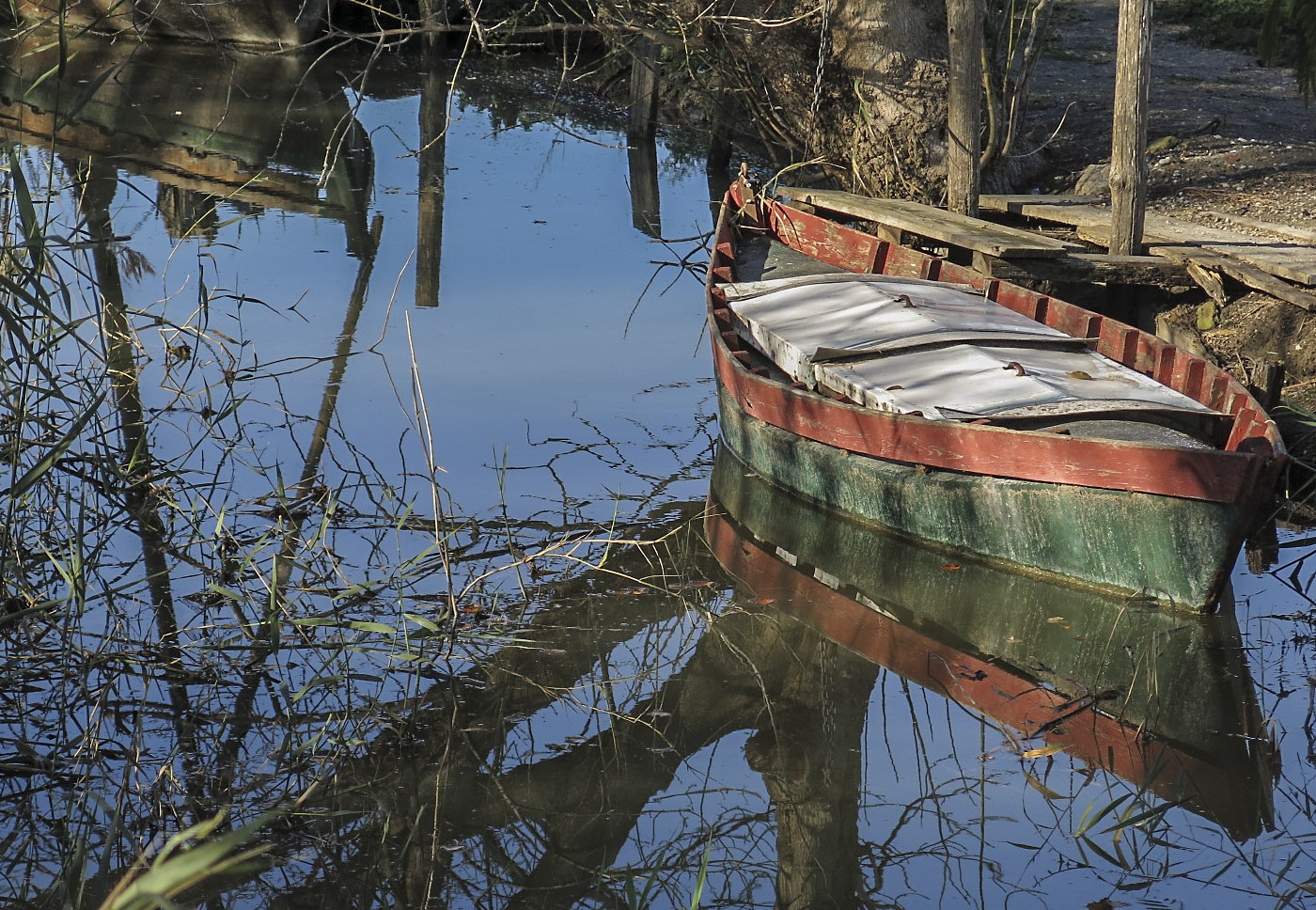
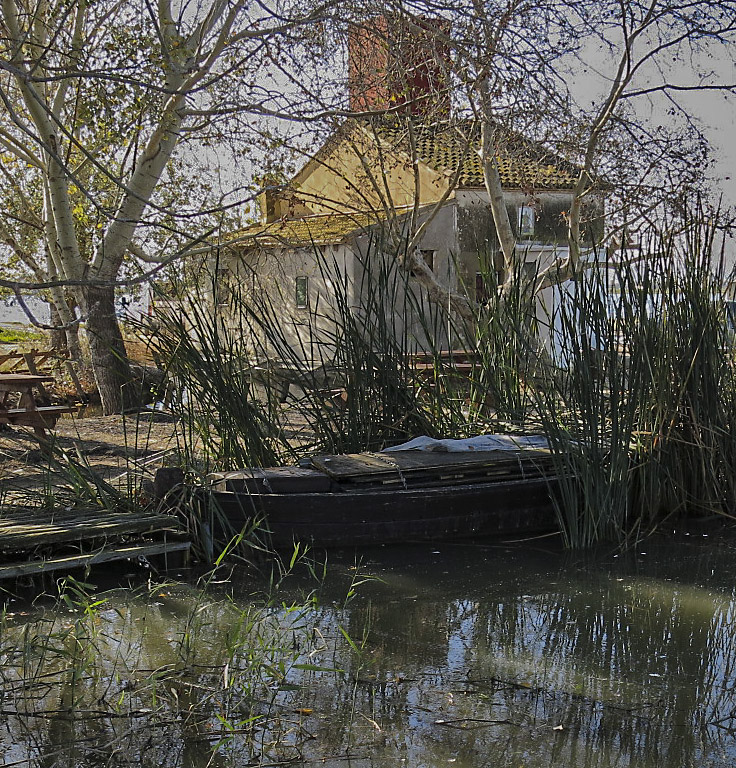

## Política i Govern

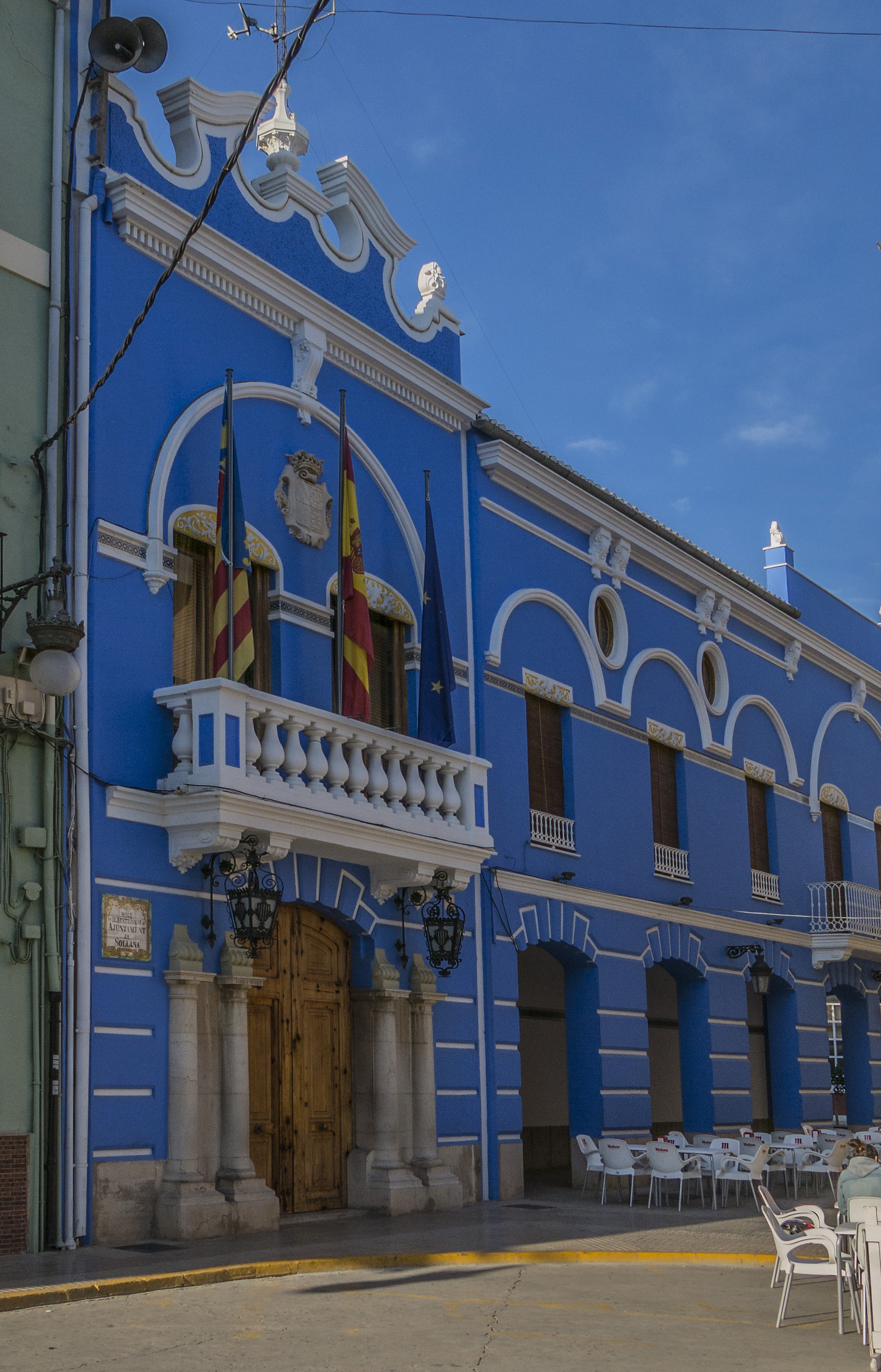
Ajuntament de Sollana

### Composició de la Corporació Municipal
El Ple de l'Ajuntament està format per 11 regidors. En les eleccions municipals de 26 de maig de 2019 foren elegits 6 regidors del Partit Popular (PP), 4 del Partit Socialista del País Valencià (PSPV-PSOE) i 1 de Podem.
| Eleccions municipals de 26 de maig de 2019 - Sollana                                                                         |                                          |                                     |                                     |        |          |          |
| Candidatura | Candidatura                              | Candidatura                         | Cap de llista                       | Vots   | Vots     | Regidors |
| | Partit Popular                           |                                     | Vicente José Codoñer Senón          | 1.112  | 41,32%   | 6 (+1)   |
| | Partit Socialista del País Valencià-PSOE |                                     | Francisco Senón Rubio               | 718    | 26,68%   | 4 ()     |
| | Podem                                    |                                     | Carlos Asins Murciano               | 306    | 11,37%   | 1 (+1)   |
| | Altres candidatures                      |                                     |                                     | 528    | 19,62%   | 0 ( -2)  |
| | Vots en blanc                            |                                     |                                     | 27     | 1,00%    |          |
| Total vots vàlids i regidors                                                                                                 | Total vots vàlids i regidors             | Total vots vàlids i regidors        | Total vots vàlids i regidors        | 2.690  | 100 %    | 11       |
| | Vots nuls                                | Vots nuls                           | Vots nuls                           | 32     | 1,18%    |          |
| Participació (vots vàlids més nuls)                                                                                          | Participació (vots vàlids més nuls)      | Participació (vots vàlids més nuls) | Participació (vots vàlids més nuls) | 2.722  | 71,43%** |          |
| Abstenció | Abstenció                                | Abstenció                           | Abstenció                           | 1.090* | 28,57%** |          |
| Total cens electoral | Total cens electoral                     | Total cens electoral                | Total cens electoral                | 3.812* | 100 %**  |          |
| Alcalde: Vicente José Codoñer Senón (PP) (15/06/2019) Per majoria absoluta dels vots dels regidors (6 vots de PP)            |                                          |                                     |                                     |        |          |          |
| Fonts: JEC, JEZ Sueca, M. Interior, Periòdic Ara. (* No són vots sinó electors. ** Percentatge respecte del cens electoral.) |                                          |                                     |                                     |        |          |          |

### Alcaldes
Des de febrer de 2019 l'alcalde de Sollana és Vicente José Codoñer Senón, del PP.
| Període                       | Alcalde o alcaldessa                                                       | Partit polític | Data de possessió                | Observacions                |
| ----------------------------- | -------------------------------------------------------------------------- | -------------- | -------------------------------- | --------------------------- |
| 1979–1983                     | Gaspar Sastre Cañada                                                       | UCD            | 19/04/1979                       | --                          |
| 1983–1987                     | Gaspar Sastre Cañada                                                       | AP-PDP-UL-UV   | 28/05/1983                       | --                          |
| 1987–1991                     | Francisco Vila Linares                                                     | PSPV-PSOE      | 30/06/1987                       | --                          |
| 1991–1995                     | Francisco Vila Linares                                                     | PSPV-PSOE      | 15/06/1991                       | --                          |
| 1995–1999                     | Juan Francisco Benito Esteve Francisco Vila Linares                        | AIS PSPV-PSOE  | 17/06/1995 11/12/1997            | Moció de censura PSPV+UV -- |
| 1999–2003                     | Gaspar Sastre Cañada                                                       | PP             | 03/07/1999                       | --                          |
| 2003–2007                     | Gaspar Sastre Cañada Juan Francisco Benito Esteve                          | PP PAIS        | 14/06/2003 10/03/2006            | Pacte de Govern PP+PAIS --  |
| 2007–2011                     | Alicia Hervás Serra                                                        | PSPV-PSOE      | 16/06/2007                       | --                          |
| 2011–2015                     | Vicente José Codoñer Senon                                                 | PP             | 11/06/2011                       | --                          |
| 2015–2019                     | Juan Antonio Roda Gómez Juan José Martínez Ruiz Vicente José Codoñer Senon | PSPV-PSOE PP   | 13/06/2015 30/01/2019 13/02/2019 | Defunció Altres --          |
| 2019-2023                     | Vicente José Codoñer Senón                                                 | PP             | 15/06/2019                       | --                          |
| Des de 2023                   | Vicente José Codoñer Senón                                                 | PP             | 17/06/2023                       | --                          |
| Fonts: Generalitat Valenciana |                                                                            |                |                                  |                             |

## Demografia
| 1990  | 1992  | 1994  | 1996  | 1998  | 2000  | 2002  | 2004  | 2005  | 2007  | 2010  | 2012  | 2018  |
| ----- | ----- | ----- | ----- | ----- | ----- | ----- | ----- | ----- | ----- | ----- | ----- | ----- |
| 4.429 | 4.184 | 4.467 | 4.425 | 4.451 | 4.463 | 4.478 | 4.515 | 4.519 | 4.708 | 4.899 | 5.017 | 4.884 |

## Festes

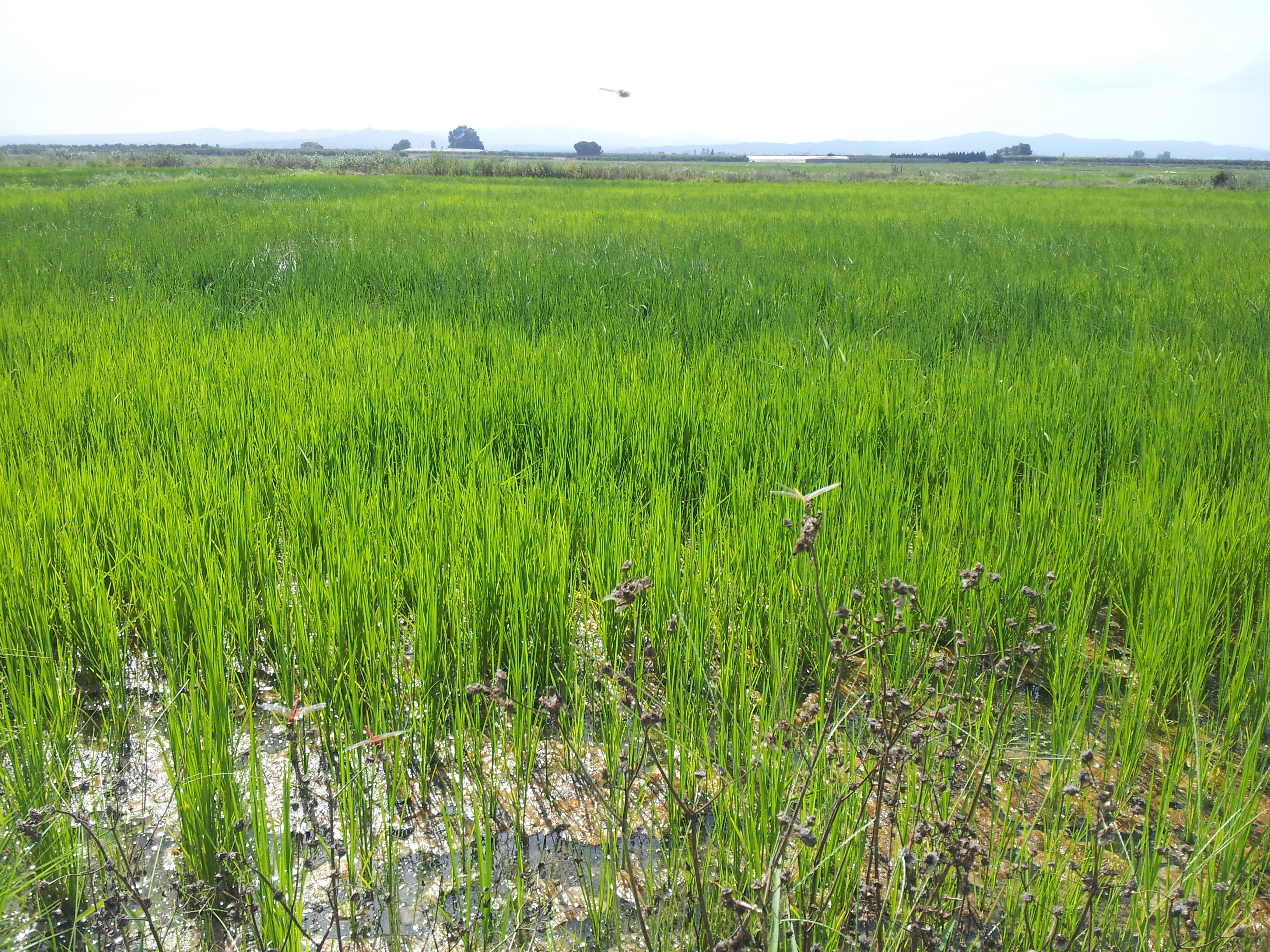
Camps d'arròs al terme municipal.

Les festes locals comencen el 22 de juliol, amb la celebració de Santa Maria Magdalena, (patrona). Després de celebrar la festa hi ha un breu parèntesi (fins al 9 d'agost) durant el qual se celebren les festes del Romaní.
El 9 d'agost se celebra la tradicional ofrena al Crist de la Pietat. El 10 d'agost se celebra la festa major, en honor del Santíssim Crist de la Pietat. La imatge és traslladada a la nit en processó des de l'església de la Magdalena a la del Raval, on passa la nit. L'11 d'agost se celebra el dia del Crist del Raval. A la vesprada, la imatge és traslladada de nou a l'església de la Magdalena. Tradicionalment, eixa nit se celebrava la cordà, substituïda actualment per un correfoc.
El 14 d'agost se celebra la Nit de les paelles. L'Ajuntament sufraga els costos dels condiments i delimita el centre del nucli urbà perquè a la nit, a partir de les 21:00 h, els veïns cuinen i després mengen les paelles. Del 16 al 27 es munta una plaça de bous de fusta a la plaça major i s'amollen vaquetes i també bous embolats.
A més, a finals d'agost se celebren les festes del barri de Sant Ramon, amb un tradicional sopar als carrers del barri.

## Serveis
Sollana disposa d'un centre d'educació primària, l'Institut Joan Fuster, un poliesportiu amb piscina i camp de futbol, un pavelló municipal

## Sollaners destacats
| N.   | Nom i llinatges       | Activitat           | M.   |
| ---- | --------------------- | ------------------- | ---- |
| 1914 | Joan Andrés i Córdoba | víctima del nazisme | 1941 |
| 1906 | Joan Josep López Ibor | psiquiatre          | 1991 |
| 1953 | Francesc Vera         | fotògraf            |      |

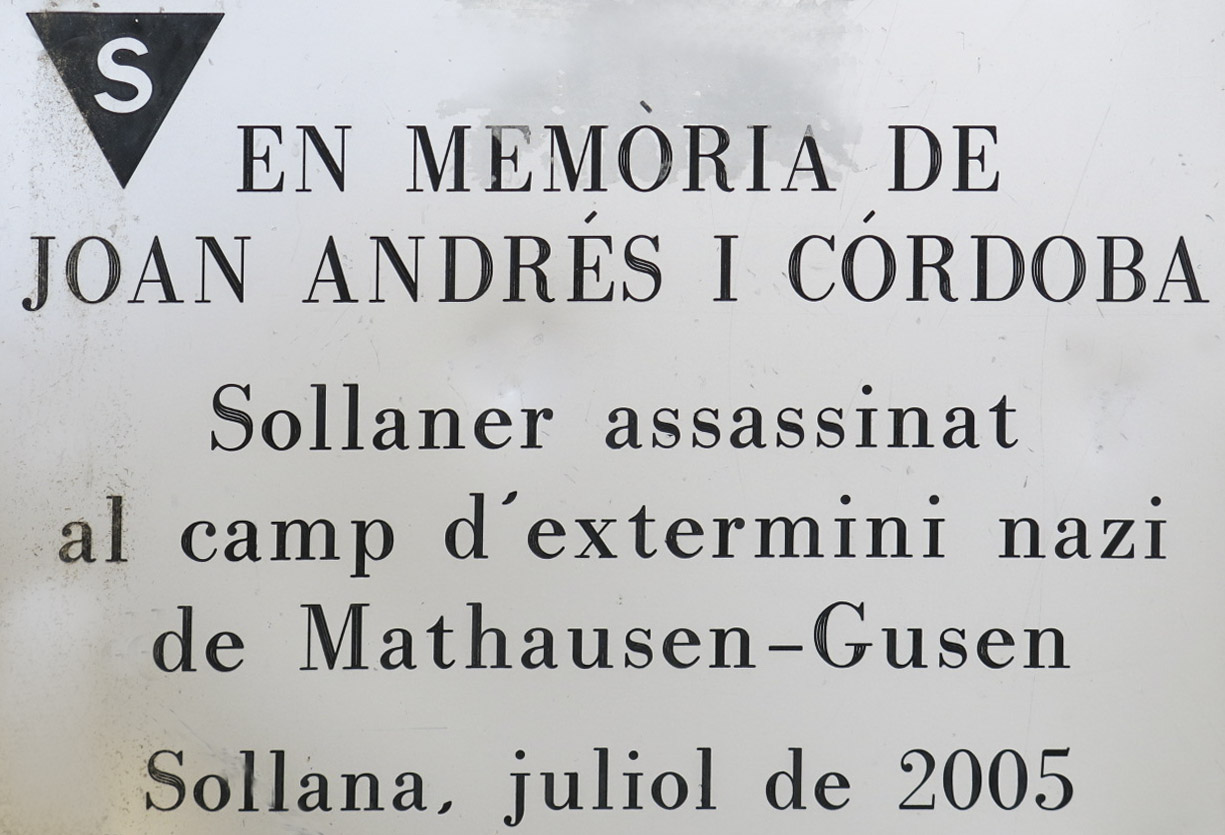
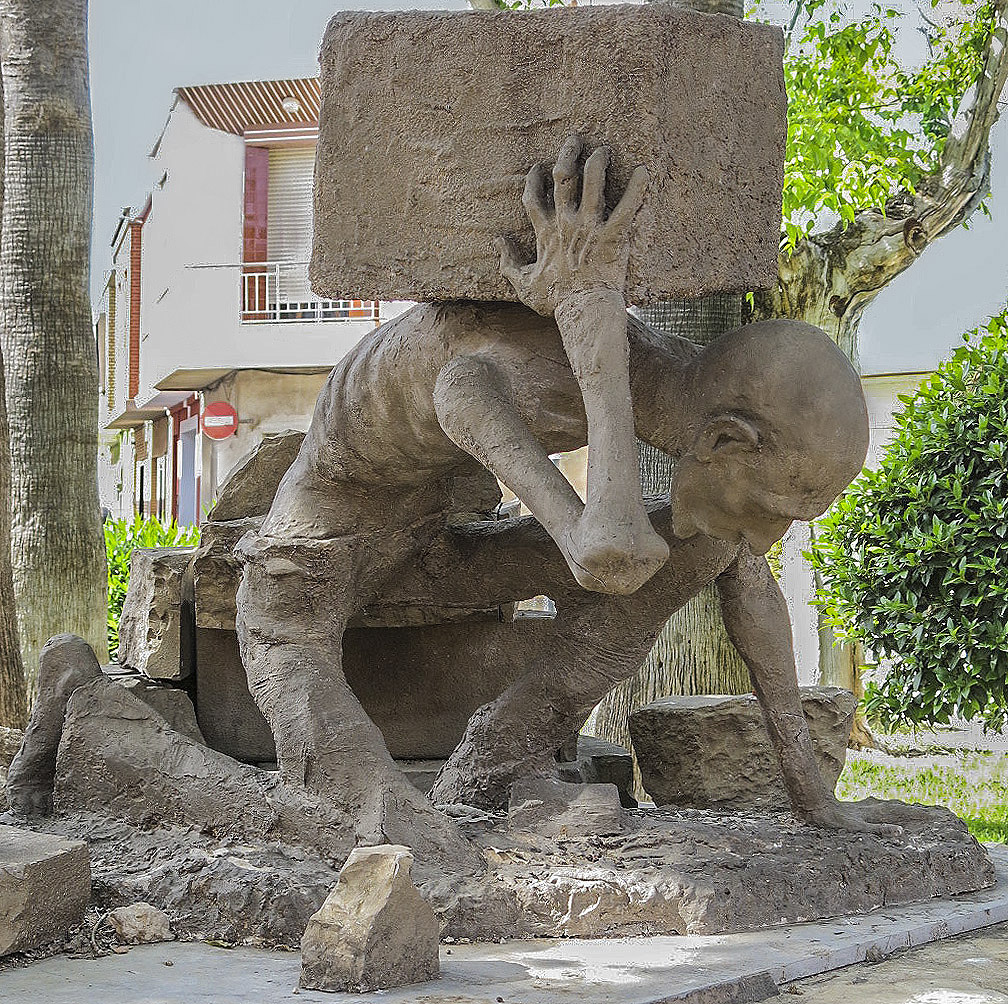
Monument a J. Andrés
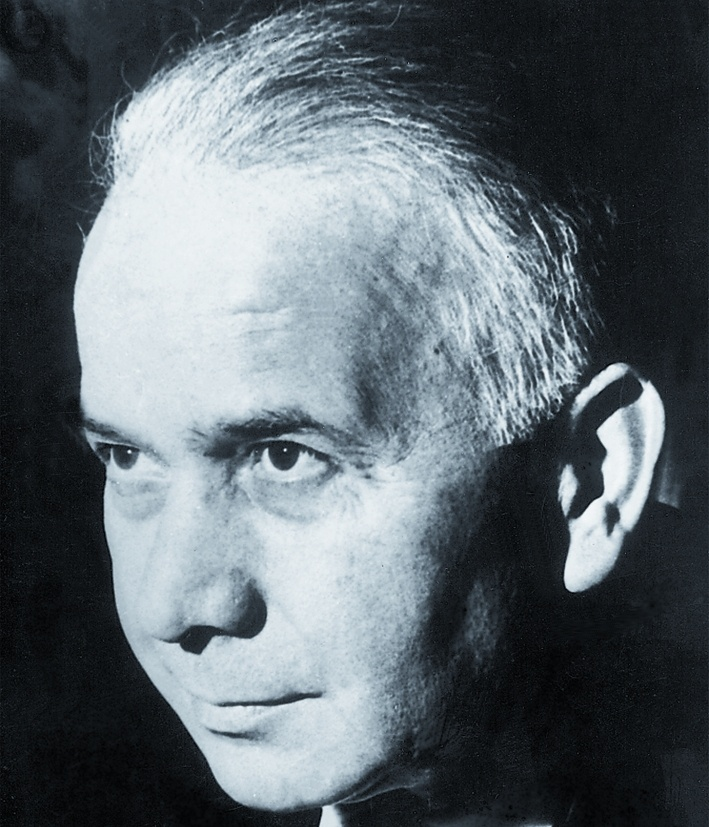
López Ibor (1906-1991)